# Leptobrachium tagbanorum
Leptobrachium tagbanorum es una especie de anfibios de la familia Megophryidae.

## Distribución geográfica
Es endémica de la isla de Palawan (Filipinas).